# Jo Moutet
Jo Moutet (Montaigu-le-Blin, 26 de desembre de 1926 – Rambouillet, 8 de març de 2002) va ser un músic francès: compositor, director d'orquestra i arranjador, que va treballar amb els grans de la cançó francesa durant més de quatre dècades.
Els seus pares eren intèrprets de música de ball. El pare tocava el clarinet i l'accordió i la mare, tocava el piano i el cantava. Als dotze anys, Moutet va obtenir el Primer Premi Internacional d'Acordió. Va estudiar al Conservatori de Lió on hi guanyà el primer premi. Amb el seu acordió va enregistrà discos amb els pseudònims Gaston Temporel i Jo l'Auvergnat.
El 1954 Charles Aznavour canta À t'regarder en una orquestració de Moutet. La seva trobada amb Georges Guétary (1915-1997) el 1956 va ser un tombant a la seva carrera. Esdevindrà el seu acompanyant favorit i serà el seu compositor fins a la mort de Guétary el 1997. El 1958 Guétary i André Bourvil van ser els protagonistes en l'estrena de la seva opereta Pacifico. Va escriure per a Édith Piaf, entre d'altres la cançó Jérusalem i compongué música de film, de la qual la més coneguda és la per Béru et ces dames del qual una melodia va esdevenir famosa per acompanyar els crèdits d'un programa sobre la música per acordió a la cadena France 3.

## Obres destacades

### Composicions
- Pacifico, opereta amb llibret de Paul Nivoix, estrenat el 1958 per Bourvil i Georges Guétary[5]
- S.O.6 (1966), opereta en col·laboració de Marc Cab, una paròdia sobre els films de polícies secretes tipus James Bond
- Le Charimari, estrenada el 1981 amb Pierrette Bruno (1981)
- Hourra papa! estrenada el 1984 amb Marie Jo Weldo i Jacques Demarny

### Reedicions recents
- Pacifico, interpretat per Bourvil i Georges Guétary, reedició en CD per Marianne Mélodie, desembre 2008
- Amoureuses, (com a director d'orquestra) CD editat per Accord, 2006
- Le Chanteur de Mexico, opereta de Francis Lopez, Jo Moutet (director), juny 2006
- Lady Paname, Suzy Delair (cantant), Jo Moutet (director), Raymond Legrand (director), Franck Pourcel (director), Accord, 2006